# Autoba radda
Autoba radda är en fjärilsart som beskrevs av Swinhoe 1901. Autoba radda ingår i släktet Autoba och familjen nattflyn. Inga underarter finns listade i Catalogue of Life.